# Palazzo Adorni Braccesi
Le Palazzo Adorni-Braccesi est situé à Florence via de Rondinelli, séparé de l'étroite via del Trebbio par le Palazzo Antinori.
Le bâtiment date du XVe siècle et porte les armoiries des comtes Adorni à l'angle. Au XIXe siècle, les Adorni Braccesi l'ont fait considérablement remodeler.

## Description
La façade est caractérisée par quatre ordres. Au rez-de-chaussée, il y a une solide pierre de taille rustique (en saillie), au-dessus d'un socle lisse, avec trois portails arrondis, encadrés par de gros blocs de pierre. Au-delà du bandeau se trouve la première rangée de fenêtres avec architrave. Le deuxième étage a une frise peinte en sgraffite entre le bandeau et la corniche marcapiano, avec cinq fenêtres similaires à celles du premier étage. Le dernier étage présente une frise de base plus simple, des ouvertures sans cadre et une frise supérieure à palmettes et éléments végétaux. L'ensemble est couronné par une corniche sous les combles, avec étagères sculptées. Sur les côtés, les bords sont mis en valeur par la pierre de taille lisse légèrement saillante.

## Galerie

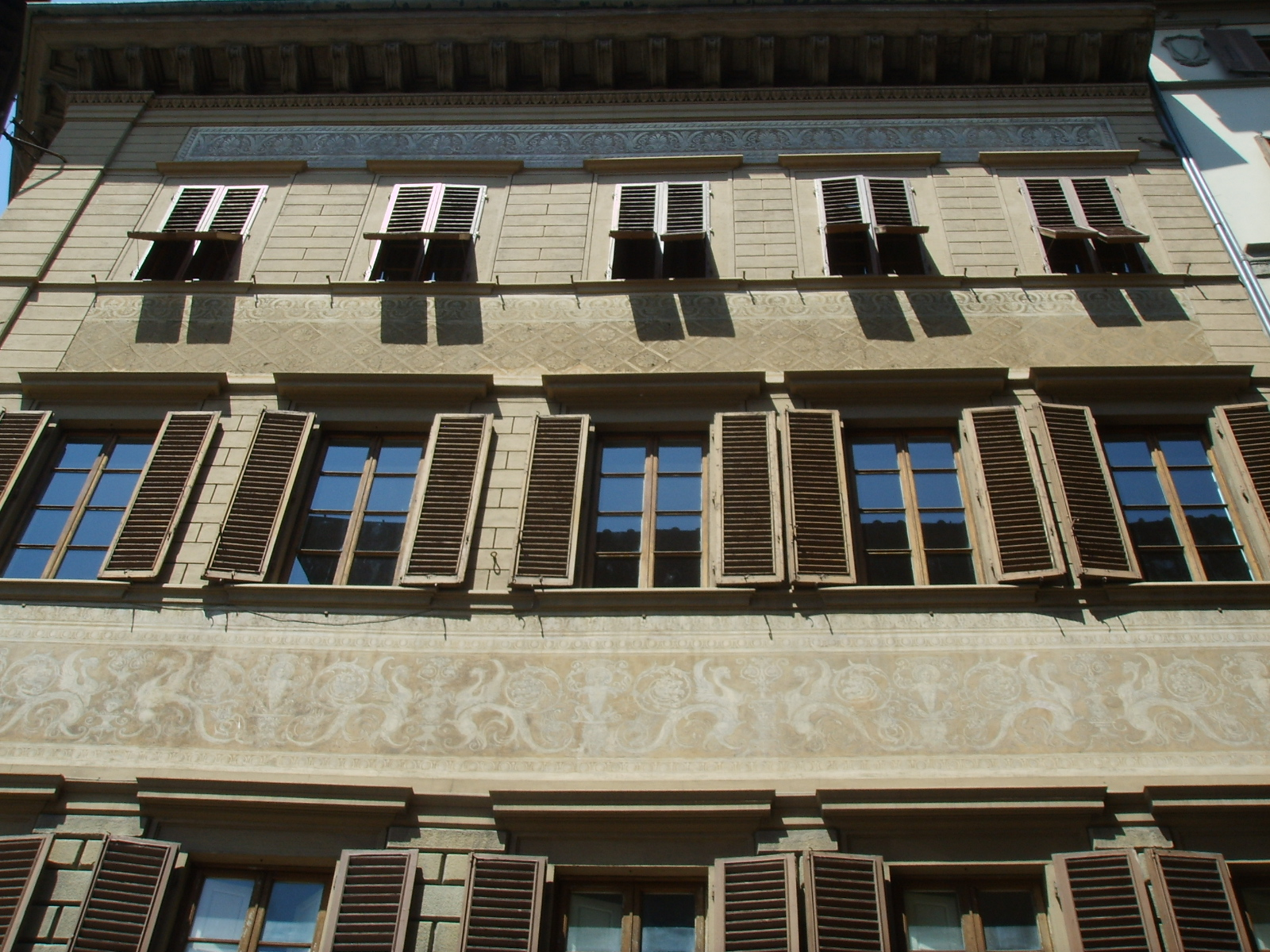
Sgraffites sur la façade
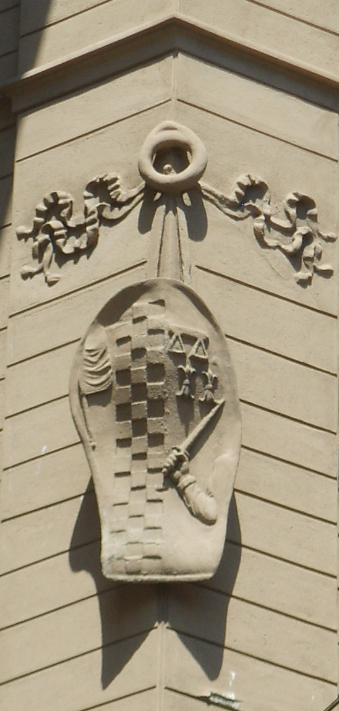
Armoiries dans l'angle
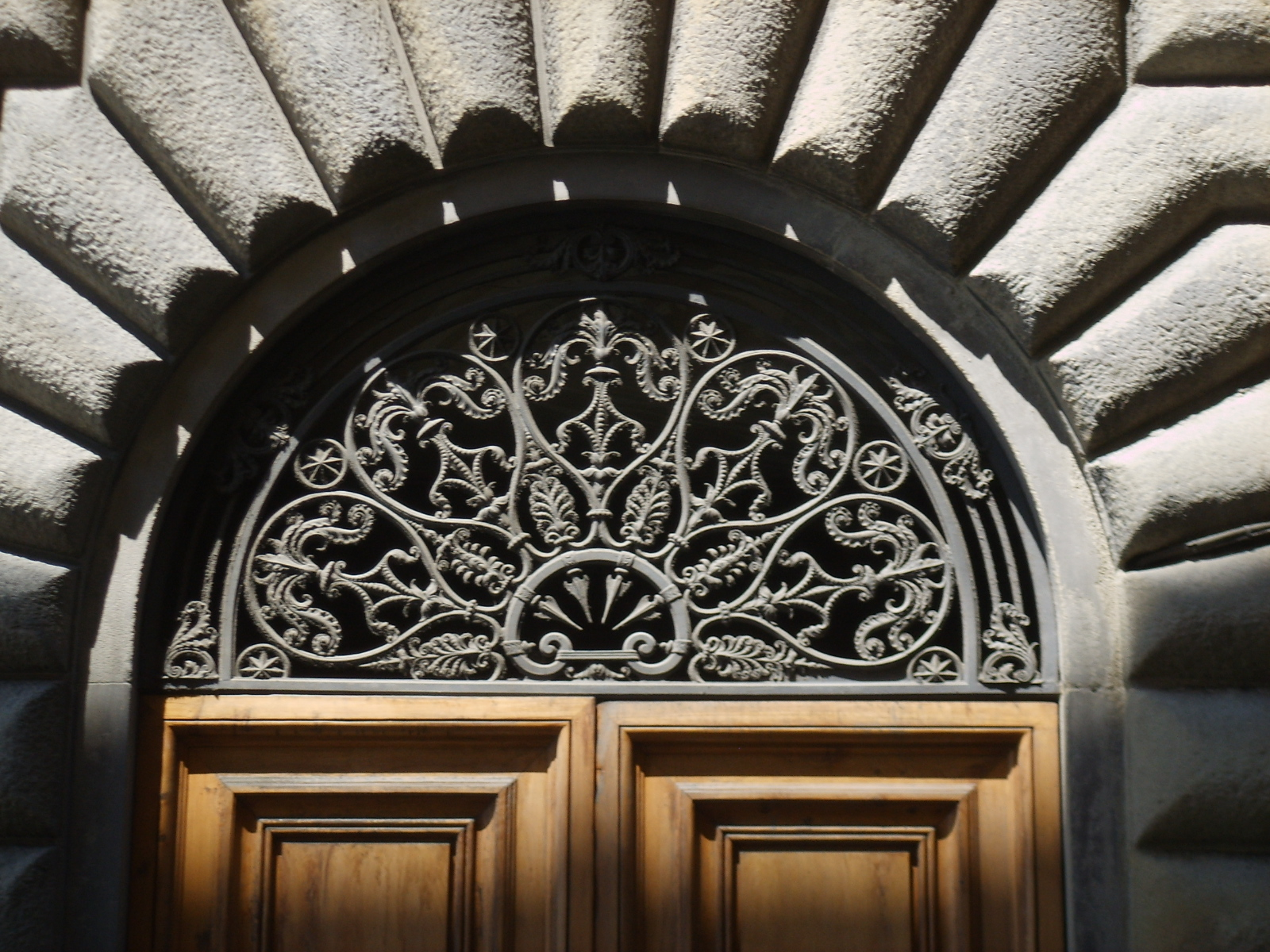
Lunette en fer forgé d'un portail

## Autres projets
- Wikimedia Commons contient des images ou des liens sur Palazzo Adorni Braccesi